# Dušan Bogdanović

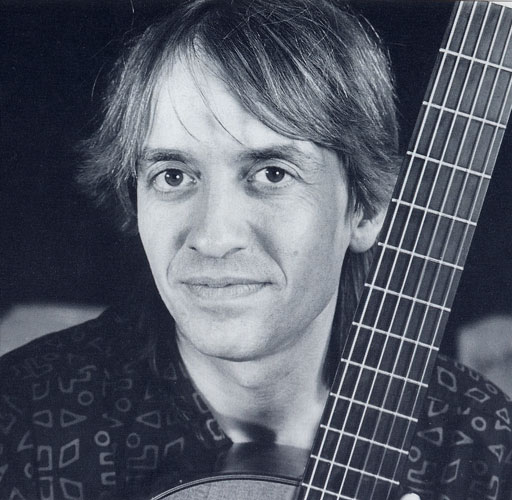
Dusan Bogdanovic, Tokyo, 1992

Dušan Bogdanović (Yugoslávia, 1955 -) é um músico; compositor, improvisador e violonista virtuoso. Dušan Bogdanović explorou linguagens musicais que são refletidas no seu estilo atual – uma fusão única do clássico com o Jazz e a música étnica.

Bogdanović completou seus estudos de composição e orquestração no Conservatório de Genebra  com P. Wissmer e A. Ginastera e em violão com M.L. São Marcos. Já no início de sua carreira, recebeu o único primeiro prêmio no Concurso de Genebra e fez sua estreia no Carnegie Hall em 1977, obtendo excelente crítica. Desde então já foi professor no Conservatório de Genebra e na Universidade da Carolina do Sul e atualmente trabalha no Conservatório de São Francisco , California, nos EUA. 

## O Músico
Como solista e camerista, Bogdanović fez inúmeras viagens pela Europa, Ásia e Estados Unidos. Seus concertos e gravações incluem trabalhos com grupos de câmara de diversos estilos, como o “The Falla Guitar Trio” e colaborações jazzísticas com James Newton, Milcho Leviev, Charlie Haden, Miroslav Tadic, Mark Nauseef, Anthony Cox e outros. Ele já publicou mais de cinquenta obras de sua própria autoria, que compreendem desde solos de violão e piano até a música de câmara e orquestral, por editoras como Berben, GSP e Doberman-Yppan, assim com cerca de vinte gravações variando entre Trio Sonatas de Johann Sebastian Bach a obras contemporâneas, através dos selos Intuition, GSP, Doberman-Yppan, M.A. Recordings e outros.

## Suas Obras
Entre as obras recentemente encomendadas a ele estão:
- um balé – Poeme Crow, estreado pela Pacific Dance Company no Los Angeles Theater Center;
- Sevdalinka, composta para o duo de violonistas, Newman-Oltman  com o quarteto Turtle Island, estreada no Merkin Hall, Nova York;
- Canticles, dedicada ao duo Gruber-Maklar;
- uma peça multimídia, To Where Does The One Ruturn, para dezesseis gongos de cerâmica em parceria com o escultor Sephen Freedman, premiado em Hilo, Havaí;
- Games, encomendada para o Festival BluePrint e dedicada a David Tanembaum e Nicole Paiement;
- Byzantine Theme and Variations, estreada por James Smith com o quarteto de cordas Armadillo, assim como peças escritas para o pianista Fábio Luz ; e
- grande número de obras dedicadas a Alvaro Pierri, David Starobin, William Kanengiser, Scott Tennant, Eduardo Isaac, James Smith e outros.

Sua obra didática para o violão, editada pela Berben Editions, inclui estudos polirrítmicos e polimétricos e uma publicação bilíngue que abrange contraponto a três vozes e improvisação renascentista com uma análise estrutural de variação motívica em composição e improvisação.